# Balogh János (zenész, 1802–1876)
Balogh János, Sági Balogh János; Ipolysági Balog Jancsi  (Ipolyság, 1802 – Selmecbánya, 1876.) cigányzenész, zenekarigazgató, szótáríró.

## Életpályája
Három gimnáziumi osztály elvégzése után 1820-ban Csicsó zenekarába állott. 1830. február 28-án a pozsonyi országgyűlés megnyitási ünnepélyén játszott zenekarával és Bécsbe is meghívták.
Sági Balogh Jancsi az 1848–49-es forradalom és szabadságharc honvédkarmestere volt , fiatalon Bihari János zenekarába került hol 6 éven keresztül működött mint prímhegedűs, itt sajátította el a híres Kuruc nótákat.
Bihari halála után bandát alakított Ipolyságon ahol olyan hírnévre tett szert hogy nem egyszer az öreg Koburg Ágost herceg szent-antali birtokára vitte és hetekig ott tartotta, később az öreg Koburg herceg rávette a Balogh Jancsit hogy költözzön Selmecbányára de nyáron mindig Szentantalon  tartózkodott és itt ismerte meg Habsburg–Lotaringiai József Károly főherceget ki még akkor gyermek volt.
Közbejött azonban az 1848–49-es forradalom és szabadságharc Balogh Jancsi sok hányattatás után 1849. augusztus 9-én szerencsétlen Temesvári csataban is részt vett,és miután Guyon Richárd tábornokot elhagyni nem akarta együtt emigráltak Törökországba.
1858-ban az akkor még fiatal Thaly Kálmánnal a Rákóczi-kuruc emlékek jeles történésze,Mednyánszky báróval együtt felhozatta Balogh Jancsit Pestre, hetekig gyönyörködtek az eredeti Rákóczi-kesergőkön,melyet egyedül ő játszott az egész országban.
Balogh Jancsit nagyra becsülte Habsburg–Lotaringiai József Károly főherceg ki a cigány nyelv tanulmányozásával is foglalkozott , ennek az összeállításánál Balogh Jancsinak nagy szerepe volt Habsburg–Lotaringiai József Károly főherceggel együtt csinálták a cigány imádságot is . 
Balogh Jancsi Selmecbányán halt meg temetése költségét Habsburg–Lotaringiai József Károly főherceg viselte egy díszes koszorút is küldött koporsójára , Gyermekei nem kevesebben mint 17-en voltak mind jeles muzsikusok köztük Rácz Rudiné második Czinka Panna és Balogh Laci selmecbányai zenekarvezető.

## Irodalmi munkássága
Az első magyar cigány volt, aki cigány nyelvű nyomtatványt bocsátott közre, ilyen címmel:
- Legelső czigány imádságok, mind a két magyar hazában lévő czigány nemzet számára. Esztergom, 1850.

Kéziratos műve:
- Magyar-cigány szótár, az Országos Széchényi Könyvtár birtokában van, a szerző arcképével.

## Hang és kép
- A 19-20. Század híres Cigányzenészei /Sági Balogh Jancsi